# جسی لی سافر
جسی لی سافر (انگلیسی: Jesse Lee Soffer؛ زادهٔ ۲۳ آوریل ۱۹۸۴) یک هنرپیشه، و بازیگر سینما اهل ایالات متحده آمریکا است. 
از فیلم‌ها یا برنامه‌های تلویزیونی که وی در آن نقش داشته است می‌توان به گریسی و گذرگاه امن اشاره کرد.